# 基爾卡蓬庫區
基爾卡蓬庫區（西班牙語：Distrito de Quilcapuncu），是秘魯的一個區，位於該國東南部普諾大區的聖安東尼奧德普蒂納省，始建於1986年11月26日，面積516.66平方公里，海拔高度3,910米，2007年人口5,131，人口密度每平方公里9.9人。